# Jean Mouton
Jean Mouton (Samer, 1459 circa – San Quintino, 30 ottobre 1522) è stato un compositore francese del rinascimento.
Fu famoso per la raffinatezza dei suoi mottetti, fra i migliori del suo tempo, e per essere stato il maestro di Adrian Willaert, il fondatore della scuola veneziana.

## Biografia

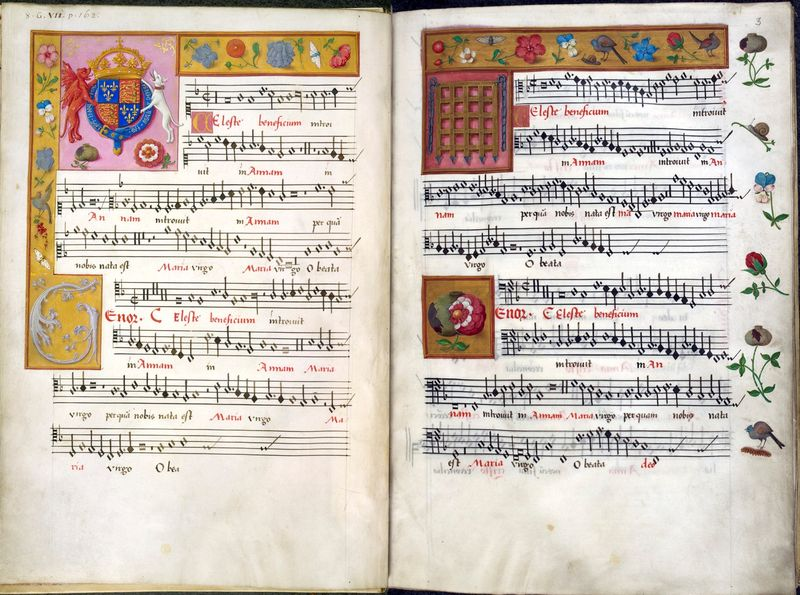
Mottetto Celeste beneficium

Nacque nel 1459 o qualche anno prima, ma le notizie sulla sua vita, così come per tutti i compositori di questo periodo, sono molto lacunose. Si presume che fosse nato in un villaggio vicino alla città di Boulogne-sur-Mer. Molto probabilmente ebbe un primo incarico presso la collegiata di Nesle, vicino ad Amiens, nel 1477; divenne maestro di cappella nel 1483 e intorno a questa data prese i voti. Nel 1500 faceva parte del coro della cattedrale di Amiens, ma già l'anno successivo era attivo a Grenoble con il titolo di maestro in organo et plano cantu; lasciò questo incarico nel 1502 per entrare al servizio della regina Anna di Bretagna: divenuto il più importante musicista della corte francese, ove rimase per il resto della sua vita attiva, compose musiche per le principali occorrenze, nascite, matrimoni, incoronazioni, elezioni papali e morte di sovrani. 
Scrisse fra l'altro un mottetto, Christus vincit, in occasione dell'elezione del papa Leone X nel 1513: per ringraziarlo, il pontefice gli conferì una onorificenza, che venne consegnata al musicista due anni dopo, durante un incontro a Bologna fra il re di Francia e il papa a seguito della battaglia di Marignano. Questo viaggio in Italia fu il primo e probabilmente l'unico di Mouton fuori dalla Francia. 
Dopo aver incontrato Mouton, presumibilmente fra il 1517 e il 1522, il teorico musicale svizzero Glareano lo elogiò calorosamente, scrivendo fra l'altro che "tutti hanno sue partiture". Glareano usò diversi esempi tratti da composizioni di Mouton nel suo importante trattato Dodecachordon.
È possibile che Mouton abbia redatto di proprio pugno la raccolta manoscritta nota come Codice Medici, una delle fonti primarie della musica di inizio Cinquecento; creato per Leone X (al secolo Giovanni de' Medici, settimo figlio di Lorenzo il Magnifico), il Codice Medici è oggi conservato presso la Biblioteca Medicea Laurenziana di Firenze.
Si considera molto probabile, anche se non se ne hanno prove certe, che Mouton abbia composto le musiche per l'incontro fra Francesco I e Enrico VIII al Campo del Drappo d'Oro, fra il 7 e il 24 giugno 1520. 
Negli ultimi anni, Mouton si stabilì a San Quintino, dove divenne canonico, forse prendendo il posto lasciato libero da Loyset Compère, morto nel 1518. A San Quintino Mouton morì a sua volta quattro anni dopo e là fu sepolto.

## La sua musica
Mouton fu molto influente sia come compositore sia come insegnante. Come conseguenza della sua posizione a corte, sono numerose le composizioni di Mouton che ci sono state tramandate: esse furono infatti diffuse su larga scala, copiate ed archiviate. Il famoso editore italiano Ottaviano Petrucci stampò un intero volume di messe di Mouton: si tratta della prima raccolta edita a stampa di opere di un solo compositore.
Lo stile di Mouton ha qualche affinità con quello di Josquin Desprez nell'elaborazione polifonica, anche se Josquin è indiscutibilmente superiore al collega per la vivacità e la freschezza dell'invenzione; la polifonia di Mouton è prevalentemente omoritmica, laddove Josquin ricorre a un più ampio ventaglio di soluzioni. Contrappuntista straordinario e al tempo stesso sensibile all'elemento melodico, Mouton può essere considerato uno dei più grandi compositori della sua epoca.
Per tutto il corso della sua esistenza Mouton fu oggetto di grande stima e rispetto da parte dei suoi contemporanei e dei suoi nobili mecenati. La sua musica fu ristampata e continuò suscitare l'interesse di altri compositori fino al tardo XVI secolo, specialmente due gioiosi mottetti natalizi, Noe, noe psallite noe, e Quaeramus cum pastoribus, che vari musicisti usarono successivamente come base per comporre messe.

## Le sue opere
Della produzione di Mouton ci sono pervenuti 9 Magnificat, 16 messe, 20 chanson e più di 100 mottetti. Segue un elenco parziale.

### Messe e frammenti
1. Missa "Alleluia"
2. Missa "Alma redemptoris mater"
3. Missa "Argentum et aurum" (perduta)
4. Missa "Benedictus Dominus Deus"
5. Missa "Dictes moy toutes vos pensées"
6. Missa "Ecce quam bonum"
7. Missa "Lo serai je dire"
8. Missa "Faulte d'argent"
9. Missa "l'Homme armé"
10. Missa "Quem dicunt homines"
11. Missa "Regina mearum"
12. Missa "sans candence"
13. Missa sine nomine (I)
14. Missa sine nomine (II)
15. Missa "tu es Petrus"
16. Missa "Tua est potentia"
17. Missa "Verbum bonum"
18. Credo (frammento)

### Mottetti
1. Antequam comedam suspiro, a 5 voci
2. Benedicam Dominum, a 4 voci
3. Exalta Regina Galliae (composto per celebrare la vittoria francese nella battaglia di Marignano, 13-14 settembre 1515)
4. Missus est Gabriel, a 4 voci
5. Nesciens mater, a 8 voci, canone quadruplo alla quinta, vero e proprio tour de force di tecnica canonica
6. Non nobis Domine, a 4 voci (composto per la nascita della principessa Renata di Francia, 25 ottobre, 1510)
7. O Maria piissima; Quis dabit oculis nostris, a 6 voci (composto in occasione della morte della regina Anna, 9 gennaio, 1514)
8. Sancte Sebastiane ora pro nobis, a 4 voci

### Chansons
1. La la la l'oysillon du bois
2. Qui ne regrettroit le gentil Févin (Compianto in morte di Févin, 1511 - 1512)

## Registrazioni
- Heavenly Spheres, CBC Records, MVCD 1121, sung by Studio de musique ancienne de Montréal. Contiene un mottetto di Mouton, Nesciens mater (per 8 voci).
- Flemish Masters, Virginia Arts Recordings, VA-04413, interpretato da Zephyrus. Includeun mottetto di Mouton, Nesciens mater, la Missa Sub tuum presidium di Obrecht, il mottetto di Willaert, Clemens non Papa, e opere di Ockeghem, Des Prez, e Gombert.